# Helioseris cucullata
Helioseris cucullata es una especie de coral de la familia Agariciidae, perteneciente al grupo de los corales duros del orden Scleractinia. Es una especie monotípica, o la única especie del género Helioseris.
Hasta 2012 era conocida como Leptoseris cucullata, pero debido a un estudio con análisis moleculares y microestructurales de la familia Agariciidae, actualmente es aceptada por el Registro Mundial de Especies Marinas como Helioseris cucullata.

## Morfología
La morfología de las colonias es meandroide, en platos aplanados o tazones, con los bordes elevados y los pólipos al centro. Los coralitos son grandes, tienen un diámetro aproximado de 3 a 4.6 mm, presentan de 15 a 25 septos por coralito, y crecen inclinados hacia el exterior, compactados muy juntos, en hileras que tienden a círculos concéntricos; los septo-costae son alternos y robustos. Los tentáculos de los pólipos son muy pequeños y se encuentran parcialmente extendidos durante el día.
Generalmente de color marrón amarillento a café, y, en ocasiones, con los márgenes de las colonias en tonos pálidos. También presenta coloraciones azuladas. 

## Alimentación
Los pólipos contienen algas simbióticas llamadas zooxantelas, con las cuales mantienen una relación mutualista. Las algas realizan la fotosíntesis produciendo oxígeno y azúcares que son aprovechados por los pólipos, y a su vez se alimentan de los catabolitos del coral, especialmente fósforo y nitrógeno. Esto satisface del 70 al 95% de sus necesidades alimenticias, y el resto lo obtienen atrapando microplancton y materia orgánica disuelta en la columna de agua.

## Reproducción
Las colonias producen esperma y huevos que se fertilizan en el agua. Las larvas deambulan por la columna de agua hasta que se posan y fijan en el lecho marino, una vez allí se convierten en pólipos y comienzan a secretar carbonato cálcico para construir su esqueleto, o coralito. Posteriormente, se reproducen asexualmente por gemación, dando origen a otros ejemplares, conformando así la colonia coralina.

## Galería

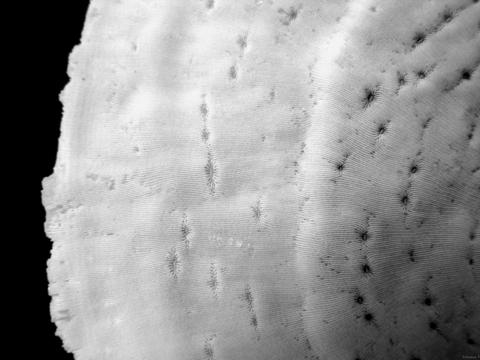
Distribución de coralitos sobre el esqueleto colonial
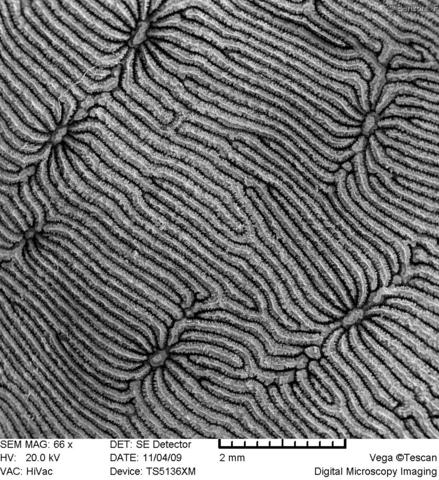
Detalle de coralitos a 66x mediante microscopio digital
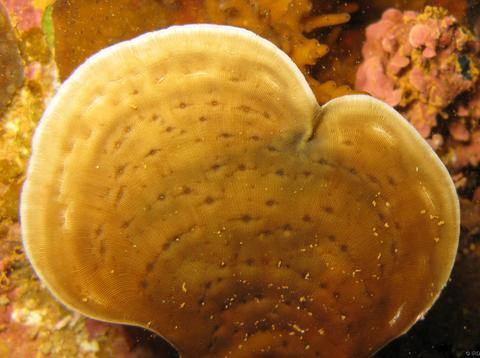
H. cucullata
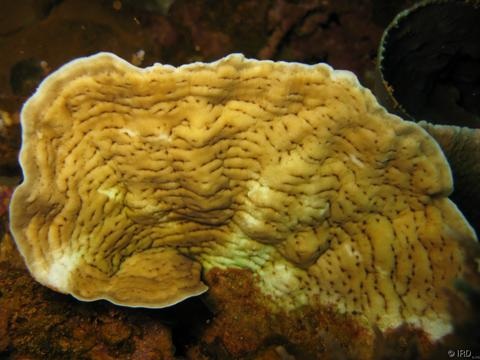
H. cucullata
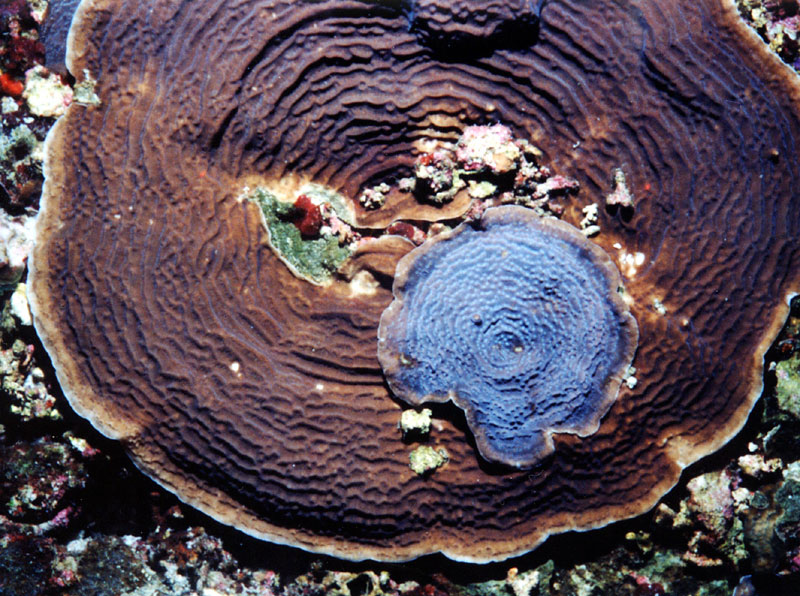
Colonia de H. cucullata (azul) creciendo sobre Agaricia undata
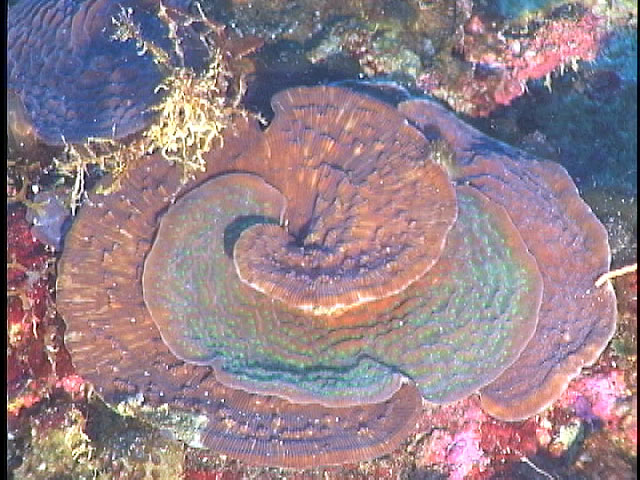
Colonia de H. cucullata (verde) creciendo entrelazada con colonia de  Agaricia undata

## Hábitat
Ocurre normalmente en hábitats de profundidad intermedia a profunda de arrecifes de coral, en lagunas profundas, canales, y bajo salientes y voladizos del arrecife, aunque también en aguas someras. Entre los 10 y 95 m de profundidad, aunque suele encontrarse más comúnmente entre los 10 y 20 m. Se reporta un rango de temperatura entre 23.24 y 27.30 °C.
Es una especie que provee de refugio y protección a gran número de organismos bentónicos y peces pequeños.

## Distribución geográfica
Su distribución geográfica comprende las aguas tropicales del océano Atlántico oeste, desde Florida, el golfo de México, el Caribe y las Bahamas. 
Es especie nativa de Anguila; Antigua y Barbuda; Bahamas; Barbados; Belice; Bonaire, Sint Eustatius y Saba (Saba, Sint Eustatius); islas Caimán; Colombia; Costa Rica; Cuba; Curazao; Dominica; República Dominicana; Estados Unidos; Granada; Guadalupe; Haití; Honduras; Jamaica; México; Montserrat; Nicaragua; Panamá; Saint Barthélemy; San Kitts y Nevis; Santa Lucía; Saint Martin (parte francesa); San Vicente y las Granadinas; Sint Maarten (parte holandesa); Trinidad y Tobago; Turks y Caicos; Venezuela e islas Vírgenes Inglesas.